# Rocznik Przekładoznawczy
«Rocznik Przekładoznawczy» («Ро́чник пшекладозна́вчы», рус. «Переводоведческий ежегодник») — общепольский ежегодник, посвящённый переводоведению. Полное название „Rocznik Przekładoznawczy. Studia nad teorią, praktyką i dydaktyką przekładu“ (рус. «Переводоведческий ежегодник. Исследование теории, практики и дидактики перевода»).

## История
Журнал выходит с 2005 года. Издается филологическим факультетом Университета Николая Коперника в Торуни. C 2013 года публикации доступны не только в бумажной версии, их можно читать онлайн. В состав редакции журнала входят представители разных институтов этого университета. До сегодняшнего дня издано пятнадцать выпусков, в том числе один сдвоенный. Ежегодник посвящён теории, практике и дидактике перевода и является форумом профессионального общения переводчиков-практиков и представителей польских научных кругов, сосредоточенных, главным образом, на теории перевода. Главной точкой соотнесения являются проблемы перевода специальных и потребительских текстов. Язык журнала — польский (в журнале публикуются статьи и на других языках), язык резюме — английский.

## Ссылка
- Веб-сайт ежегодникa